# Ženskij Futbol'nyj Klub CSKA Moskva
La Ženskij Futbol'nyj Klub Central'nyj Sportivnyj Klub Armii (in russo Женский футбольный клуб ЦСКА Москва?, Società di calcio femminile del Club Sportivo Centrale dell'esercito), abbreviata in ŽFK CSKA o, in italiano, CSKA Mosca (pron. ZSKA), è la sezione femminile calcistica moscovita della società polisportiva russa CSKA. Milita nella divisione di vertice del campionato russo di calcio e disputa le partite casalinghe nella Stadio Lužniki della capitale russa (1.872 posti).
Nel 2017 la squadra moscovita si è fusa con il FK Rossijanka.

## Storia
La sezione femminile della società polisportiva russa CSKA venne fondata nel 1990 dall'allora presidente Viktorom Muraško. Il ŽFK CSKA venne creata come filiale del PFC Mosca, sezione calcistica maschile del CSKA. Nel 1991 la formazione moscovita femminile disputò le sue prime partite internazionali contro il Monaco (2:1), il Ludwigsburg (4:1) e Akropolis (3:1). Ha giocato ai massimi livelli nel campionato russo nel 1992-1993. Il risultato della società fu il nono posto ottenuto nel 1993. L'avventura della sezione femminile del CSKA si interruppe molto presto a causa della mancanza dei fondi a loro destinati.
Nel 2014 la società cercò di rifondare la squadra. La formazione moscovita iniziò in prima divisione classificandosi a fine anno al 7º posto tra gli otto partecipanti nella zona “Ovest”.
Nel 2015, in seguito al crollo del Zorkij, il Rossijanka iniziò a rivendicare un posto vacante nella massima divisione , decidendo di entrare nell'élite con una squadra composta da giocatori della squadra riserve e dell'UOR-Rossijanki. Poiché la direzione del campionato non ammetteva due “russi” nella stessa divisione, il club presentò domanda sotto il nome di CSKA. Nel 2016 la squadra di calcio femminile del CSKA venne restaurata. La squadra rinata giocò la sua prima partita il 29 aprile 2016, pareggiando contro il Ž.F.K. Čertanovo.
Il 13 luglio 2017 la squadra femminile del CSKA entrò ufficialmente a far parte della struttura del PFC CSKA. Il 24 settembre dello stesso anno, allo stadio Electron di Velikij Novgorod, il CSKA sconfisse il Čertanovo con un punteggio minimo nella partita finale della Coppa di Russia, vincendo così il suo primo trofeo della storia. Il 16 marzo 2018, le donne del CSKA disputarono la prima partita internazionale del club, perdendo due a uno contro il Minsk.

## Cambi di denominazione
1990—1991 — CSKA-«Transèkspo»
1992 — CSKA-«Novaja iniciativa» 
1993 — CSKA
2016 — CSKA

## Allenatori
- / Vladimir Četverikov (1991—1993)
- Andrej Tokmakov e Andrej Bož'ev (2013—2014)
- Maksim Zinov'ev (2016, fino ad agosto)
- Igor' Knjazev (2016, da agosto in poi)
- Sergéj Skobljakóv (2017)
- Maksim Zinov'ev (2017—2018)
- Aleksándr Grigorján (2018—2019)
- Maksim Zinov'ev (2019—2021)
- Sergéj Lavrént'ev (2021)
- Aleksándr Grigorján (2021—2022)
- Maksim Zinov'ev (2022—)

## Palmarès

### Competizioni nazionali
- Campionato russo: 2

2019, 2020
- Coppa di Russia: 3

2017, 2022, 2023
- Supercoppa di Russia: 1

2024

### Altri piazzamenti
- Campionato russo:

2021, 2022, 2023
- Coppa di Russia:

2020
- Supercoppa di Russia:

2021, 2022, 2023

## Organico

### Rosa 2023-2024
Aggiornata al 14 luglio 2024.
| N. |                       | Ruolo | Calciatore                   |
| -- | --------------------- | ----- | ---------------------------- |
| 1  | Russia (bandiera)     | P     | Èl'víra Tódua                |
| 29 | Russia (bandiera)     | P     | Anastasija Anan'eva          |
| 6  | Serbia (bandiera)     | D     | Nevena Damjanović (capitano) |
| 15 | Kazakistan (bandiera) | D     | Julija Mjasnikova            |
| 25 | Russia (bandiera)     | D     | Julija Pleškova              |
| 31 | Russia (bandiera)     | D     | Margarita Manujlova          |
| 93 | Russia (bandiera)     | D     | Ekaterina Bratko             |
| 9  | Russia (bandiera)     | C     | Sofija Šiškina               |
| 10 | Russia (bandiera)     | C     | Nadežda Smirnova             |
| 14 | Russia (bandiera)     | C     | Tat'jana Petrova             |
| 21 | Serbia (bandiera)     | C     | Mina Čavič                   |
| 22 | Russia (bandiera)     | C     | Ksenija Kovalenko            |

| N. |                                 | Ruolo | Calciatore             |
| -- | ------------------------------- | ----- | ---------------------- |
| 26 | Russia (bandiera)               | C     | Veronika Ermakova      |
| 47 | Bosnia ed Erzegovina (bandiera) | C     | Sofija Krajsumovič     |
| 69 | Russia (bandiera)               | C     | Aksin'ja Gomenko       |
| 70 | Russia (bandiera)               | C     | Margarita Černomyrdina |
| 79 | Russia (bandiera)               | C     | Dajana Kišmachova      |
| 90 | Russia (bandiera)               | C     | Marine Ačojan          |
| 7  | Camerun (bandiera)              | A     | Gabrielle Onguéné      |
| 11 | Camerun (bandiera)              | A     | Tatiana Ewodo          |
| 17 | Russia (bandiera)               | A     | Dar'ja Jakovleva       |
| 18 | Nigeria (bandiera)              | A     | Francisca Ordega       |
| 72 | Russia (bandiera)               | A     | Anastasija Samsonjuk   |